# Берлинський Максим Федорович
Максим Федорович Берли́нський (1764–1848) — український педагог, історик, археолог, архівіст, релігійний діяч. Перший києвознавець, автор класичних праць «Краткое описание Киева» (1820) та «Історія міста Києва» (1798—1799, залишилось в рукопису, вперше видано 1991 року).

## Життєпис
Народився в селі Нова Слобода поблизу Путивля на Сумщині в сім'ї священнослужителя. Походив з українського шляхетського роду Берлинських.
Закінчив у 1786 році Київську академію, викладав у Петербурзі в учительській семінарії, в 1788—1834 роках — у Київському головному народному училищі. Реєстрував і описував археологічні знахідки в Києві, був директором гімназії, що містилася тоді в Кловському палаці. Мешкав у власній садибі по Лютеранській вулиці (тепер тут будинки № 27 — 31).
Широта й ґрунтовність наукової підготовки дали змогу М. Берлинському стати улюбленим педагогом кількох поколінь київського учнівства (на педагогічній ниві він працював понад 46 років). Його уроки з політичної і географічної історії в училищі, всесвітньої історії — у Київській духовній академії, суттєво відрізнялися від усталених і вивірених владою лекцій інших викладачів. Максим Федорович наповнював їх малознаними фактами, власними цікавими інтерпретаціями, ілюстрував виписками із архівних документів, розшуканих ним у різних монастирях і приватних збірках (на той час ще не існувало Київського історичного архіву).
Свідченням популярності педагогічних викладів Максима Берлинського став вихід у світ його книги «История российская для употребления юношеству» («Краткая российская история для употребления юношеству») (М., 1800 ), яка одразу здобула статус «класичної книги» (підручника) у Київській академії. У книзі на сторінках 93-106 розміщене «Примечание о Малоросии», яке викликало негативну реакцію автора «Історії Русів».
Утім, Максим Федорович не обмежувався суто педагогічною роботою. Розуміючи роль і значення Києва в історії Російської імперії (вчений непохитно дотримувався теорії тяглості російської династії від Рюриковичів) він поставив собі за мету кожний літописний історичний факт підтвердити іншими документальними і археологічними джерелами. На той час історія Києва значною мірою обмежувалася трактуванням фактів, викладених у Київському літописі і Києво-Печерському патерику, усе інше, особливо щодо домонгольського періоду залишалося terra incognito. Саме М. Берлинський першим здійснив кілька розкопок унікальних пам'яток.
Максим Федорович одним із перших звернув серйозну увагу на монастирські книгосховища і архіви, за сприянням митрополита Євгена (Болховітінова) і його дорученнями об'їздив найдавніші чернечі обителі з метою виявлення історичних документів та реліквій. Обстежив він також незліченну кількість великих і малих архівів різних церков, католицьких храмів, а також родових поміщицьких маєтків, де також відкрив низку унікальних і безцінних для істориків документів, літописів, хронографів, пам'ятників тощо.
Відомо десять робіт історика, опублікованих у різних тогочасних збірниках, альманахах, періодичних виданнях («Улей», «Український журнал», «Молодик» та ін.). Це розвідки і дослідження про розкопки Десятинної церкви, цікаві знахідки поблизу неї, про «чернігівську гривну» Володимира Мономаха, Аскольдову могилу, Межигірський монастир тощо. М. Берлинський перший висловив думку, яку нині поділяють усі вчені, — Десятинна церква, останній оплот оборони киян у трагічні грудневі дні 1240 р., зруйнована не від «тягості» людей, що зібралися тут у великій кількості зі своїм майном, а стінобитними машинами завойовників.
Та найвідомішим у доробку вченого за його життя стало «Краткое описание Киева, содержащее историческую перечень сего города, а также показание достопримечательностей и древностей оного» (1820), в якій він локалізував історичні райони міста і конкретні пам'ятки старовини, правильно визначив Старокиївську гору як перше місце перебування засновника Києва князя Кия тощо. Книга стала документальним фундаментом усіх подальших досліджень найдавнішої історії міста. У наукових працях дослідників ХІХ–ХХ ст. М. Максимовича, М. Закревського, Н. Петрова, М. Каргера, П. Толочка, Ю. Асєєва, С. Килієвич та багатьох інших сучасний читач знайде посилання на книгу М. Берлинського.
Це було перше монографічне дослідження старожитностей Києва. Вперше було систематизовано відомості з історичної топографії міста. На цей фундамент лягали наступні цеглини пізнання київської давнини. Так, історик правильно визначив Старокиївську гору (Андріївське відділення) як перше мешкання засновників Києва, резиденцію князів, правильно вказував місцезнаходження Кловського собору (ХІ ст.), Гнилецького монастиря (ХІІ ст.), першим звернув увагу на Кирилівські (та інші) печери. Досить близько до сучасної точки зору визначив він і дату походження Києва — середина V ст.
За оцінкою одного з найвидатніших українських істориків В. Іконникова (1841—1923) у плані джерелознавчих відкриттів і введення в науковий обіг згодом втрачених матеріалів із рукописів бібліотеки Києво-Могилянської академії, яка згоріла в полум'ї пожежі 1811 р., твір М. Берлинського має непересічну цінність, враховуючи, що автор відзначався безмежною повагою до історичних джерел.
Відчуваючи безумовний успіх своєї книги, вчений, крім радості, мав і певну гіркоту. Адже «Краткое описание Киева» було адаптованим викладом іншої його великої праці, що була по-справжньому головною, але не побачила світ за життя автора. Повна назва дослідження «История города Киева от основания его до настоящего времени. Представляющая все как важнейшие политические, так и другие примечательные происшествия, случившиеся в сем первопрестольном Российского государства граде, с присовокуплением притом бывших событий в Малороссии или других странах, имевших влияние или на гражданские перемены оного, или на церковные обстоятельствав, или на другие какие-либо примечательности, и прибавлением на конце топографического в настояществе описания его с примечаниями о качестве земли, климате, произведениях, о внутренних учреждениях и устроениях, также о свойстве жителей, промыслах их и прочая, сочиненная в Киеве главной школы учителем географии, истории естественной и гражданской Максимом Берлинским». Подана до Цензурного комітету, книга «загубилася» майже на 170 років. Вважалося, що вона назавжди втрачена для науки.
Проте 1970 р. київському історику Лідії Антонівні Пономаренко пощастило відшукати цей цензорський примірник у Ленінграді, в публічній бібліотеці ім. М. Є. Салтикова-Щедріна (нині — Російська національна бібліотека, м. Санкт-Петербург). Рукопис (269 с. скоропису кінця XVIII ст.) складається з двох частин: власне історії Києва і топографічного опису міста. Основний текст супроводжується великою кількістю авторських коментарів. На полях проставлено дати. Аналіз тексту дає підстави стверджувати, що книгу було завершено у 1799—1800 рр.
Також відомі: праця «Исторический обзор Малороссии й города Києва» у літературному збірнику «Молодик» (1844), статті з історії та археології Києва у різних періодичних виданнях.
М. Берлинський був тісно пов'язаний з діяльністю відомого в Російській імперії Румянцевського гуртка або Румянцевської Академії. Вів активне листування з його засновником, відомим державним діячем, канцлером Російської імперії, знавцем і дослідником давньоруської історії, колекціонером Миколою Румянцевим. Учений повідомляв про свої розкопки в Києві, про давні архіви та бібліотеки, посилав виписки та копії документів із Лаври, Братського, Михайлівського, Видубицького, Межигірського та інших монастирів, Казенної палати тощо. Передавав до Петербурга монети князя Володимира, давні плани Києва (в т. ч. найдавніший план А. Кальнофойського; 1638), малюнки грецьких літер зі стіни Десятинної церкви, давні синодики Межигірського та Миколаївського монастирів, Борисоглібської церкви у Вишгороді, рукописний «Києво-Печерський патерик» із Ближніх печер Лаври, переписаний 1554 р. дячком Нестерцем, та багато іншого. Праця М. Берлинського здобула визнання сучасників. 1828 р. його обрали членом Товариства історії та старожитностей російських у Москві, 1843 р. — він був удостоєний почесного членства в Комісії для розбору давніх актів.
Є частка праці вченого й у створенні Київського університету Св. Володимира. Під час його заснування (1834) М. Берлинський займав посаду голови першого університетського правління, аж до приїзду до Києва М. Максимовича, який, до речі, дуже шанував уже немолодого дослідника київської історії і пізніше присвятив його творчості спеціальну статтю. Удвох вони об'єднали навколо себе гурт аматорів українських старожитностей і створили у 1835 р. київський «Тимчасовий комітет для пошуків старожитностей» — перший орган охорони та досліджень пам'яток історії та культури в Україні, а у 1837 р. заснували Музей старожитностей при Київському університеті, в якому почали збирати археологічні та нумізматичні колекції.
Незважаючи на наповненість свого щоденного життя, Максим Федорович не оминав увагою природу Києва. У його записах, датованих 1826 р., знайдено свідчення про те, що на Подолі, поруч із горіховими і абрикосовими деревами росли і каштани. Природознавці вважають, що це взагалі перше повідомлення про ці дерева в Києві. До того існувало твердження, що перші з них зацвіли на Бібіковському бульварі (нині бульвар Т. Шевченка) у 1842 р.
Незмінним для М. Берлинського упродовж багатьох років було щоденне методичне анотування в окремий зошит даних про погоду в Києві. Сьогодні, саме завдяки спостереженням ученого, Гідрометеослужба України має дані про погодні умови та рівень води у Дніпрі, починаючи з кінця XVIII ст. По суті, він стояв біля витоків народження цієї галузі науки.
Восени 1834 p. М. Берлинський вийшов у відставку з посади інспектора Київської гімназії. Останні роки життя прожив скромно і досить самотньо в своєму будиночку на Липках, поблизу Кловського палацу, де тоді містилася Перша Київська гімназія (існував до 30-х років ХХ ст.). І в похилому віці продовжував займатися регулярними метеорологічними спостереженнями (вчений вів їх у Києві практично безперервно понад півстоліття).
Помер М. Берлинський 6 січня 1848 року на 84-му році життя. Поховали його на старому Байковому цвинтарі.
У 1962 році в Києві на його честь названо вулицю.

## Ілюстрації
[М. Ф. Берлінський — портр.] // Максим Берлінський — історик, педагог, релігійний діяч: матеріали наук.-практ. конф., 30 жовт. 2009 р., м. Путивль. — Ніжин, 2011. — 1-а с. обкл.
[М. Ф. Берлінський : портр.] // Історія міста Києва. – К., 1991. – С. 2. – (Пам’ятки історичної думки України).
[М. Ф. Берлинский : портр.] // Берлинский М. Ф. Краткое описание Киева / М. Ф. Берлинский. – [Репринт. изд. 1820 г]. – К., 1991.– С. IV.